# Mosbach-Lindenfels

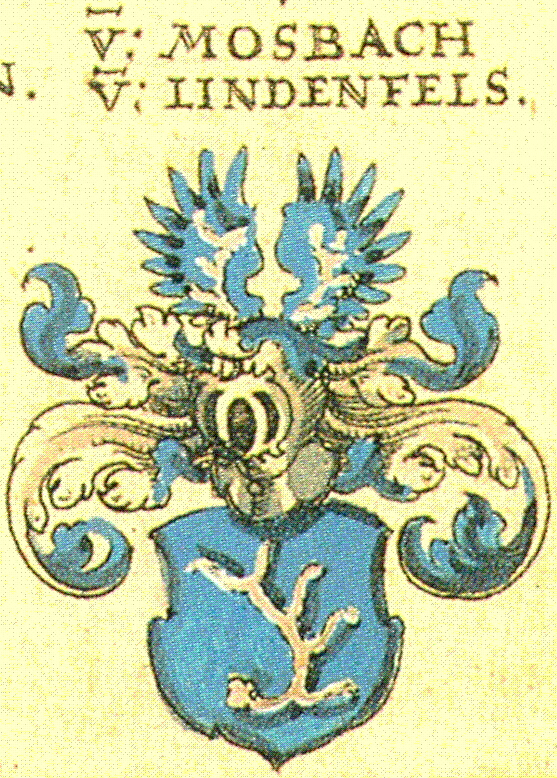
Familienwappen bei Horst Appuhn

Die Herren von Mosbach, auch Moosbach, seit der Erbauung der Burg Lindenfels Mosbach-Lindenfels genannt, waren ein mitteldeutsches Adelsgeschlecht.

## Geschichte
Die Herren von Mosbach stammten aus dem unweit von Heidelberg entfernten Mosbach. Im Odenwald erbauten sie die Burg Lindenfels. Im Alten Siebmacher wurden sie seitdem zu den hessischen Geschlechtern gezählt, statt wie zuvor zu den rheinländischen.
Der Familienbesitz lag damit im heutigen Grenzraum von Hessen und im Neckar-Odenwald-Kreis von Baden-Württemberg. Als Teil der fränkischen Reichsritterschaft gehörte sie dem Ritterkanton Odenwald an. Die Familie von Lindenfels im heutigen oberfränkischen und oberpfälzischen Raum ist aus ihr hervorgegangen.
Zu Zeiten des Genealogen Johann Gottfried Biedermann im 18. Jahrhundert war die Familie, die er als Maßbach von Lindenfels aufführt, bereits erloschen und er hält keinen Stammbaum bereit.

## Persönlichkeiten
- Ruth von Mosbach-Lindenfels, frühe Äbtissin im Kloster Himmelkron

## Wappen
Der Wappenschild zeigt eine silberne Hirschstange auf blauem Grund. Die Helmdecken sind Blau und Silber. Die Helmzier ist ein offener Flug in selbigen Farben.
Es war wegen angeblicher Beteiligung in der Schlacht bei Mühldorf am Isartor abgebildet, bevor die Anzahl der Wappen nach der Restauration nach dem Zweiten Weltkrieg um ein Drittel reduziert wurde. Ritter Eduard soll Friedrich den Schönen gefangen genommen und Ludwig dem Bayer übergeben haben.
Das Wappen der Familie ging auf in dem 1714 verliehenen Wappen der Freiherren von Geismar genannt Mosbach von Lindenfels.